# Trojna krona
Trojna krona je tradicionalna motošportna kombinacija dirk, v njo pa se vključuje VN Monaka, 500 milj Indianapolisa ter dirka 24 ur Le Mansa.
Pokojni dirkač Graham Hill (1929-1975) je edini, ki je Trojno krono uspel osvojiti. V letih 1963, 1964, 1965, 1968 in 1968 je zmagal na prestižni dirki Formule 1 za Veliko nagrado Monaka. Več zmag od njega v Monaku ima le še Ayrton Senna (1960-1994), ki je zmagal šestkrat.
Leta 1966 je zmagal na dirki za »500 milj Indianapolisa«, ki je takrat še štela za točke prvenstva Formule 1. Za osvojitev te laskave lovorike pa je zmagal še na vzdržljivostni dirki »24 ur Le Mansa« leta 1972.
Dvema aktivnima dirkačema do trojne krone manjka ena zmaga, Juanu Pablu Montoyi na dirki za 24 ur Le Mansa, Fernandu Alonsu pa Indianapolis 500.

## Dirkači z vsaj po dvema zmagama
| Dirkač              | Zmagovalec Monaka            | Zmagovalec Indianapolisa | Zmagovalec Le Mansa |
| ------------------- | ---------------------------- | ------------------------ | ------------------- |
| Tazio Nuvolari      | 1932                         | —                        | 1933                |
| Maurice Trintignant | 1955, 1958                   | —                        | 1953                |
| A.J. Foyt           | —                            | 1961, 1964, 1967, 1977   | 1967                |
| Bruce McLaren       | 1962                         | —                        | 1966                |
| Graham Hill         | 1963, 1964, 1965, 1968, 1969 | 1966                     | 1972                |
| Jochen Rindt        | 1970                         | —                        | 1965                |
| Juan Pablo Montoya  | 2003                         | 2000                     | —                   |
| Fernando Alonso     | 2006, 2007                   | —                        | 2018                |